# Al Hirt

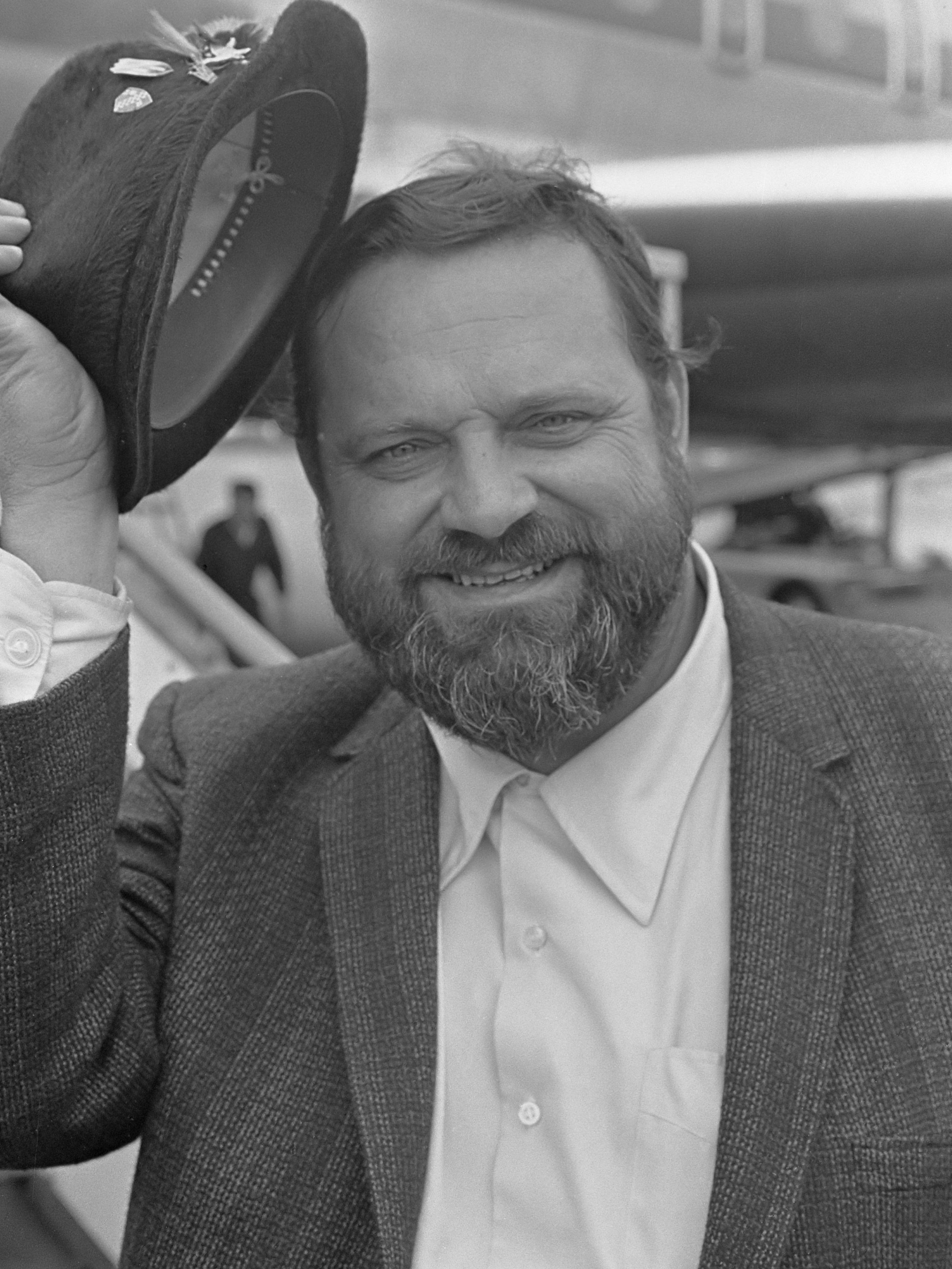
Al Hirt, 1966.

Al Hirt, född 7 november 1922 i New Orleans, Louisiana, död 27 april 1999 i samma stad, var en amerikansk trumpetare. Hirt är främst ihågkommen för sin inspelning av Allen Toussaints komposition "Java" 1963. Låten blev hans största hit tidigt 1964, och tilldelades en Grammy. Hans inspelningar av låtarna "Cotton Candy" och "Sugar Lips" blev också populära.
Under åren 1962–1983 ägde han en egen klubb på Bourbon Street i New Orleans.